# Maria Heil der Kranken (Habsberg)

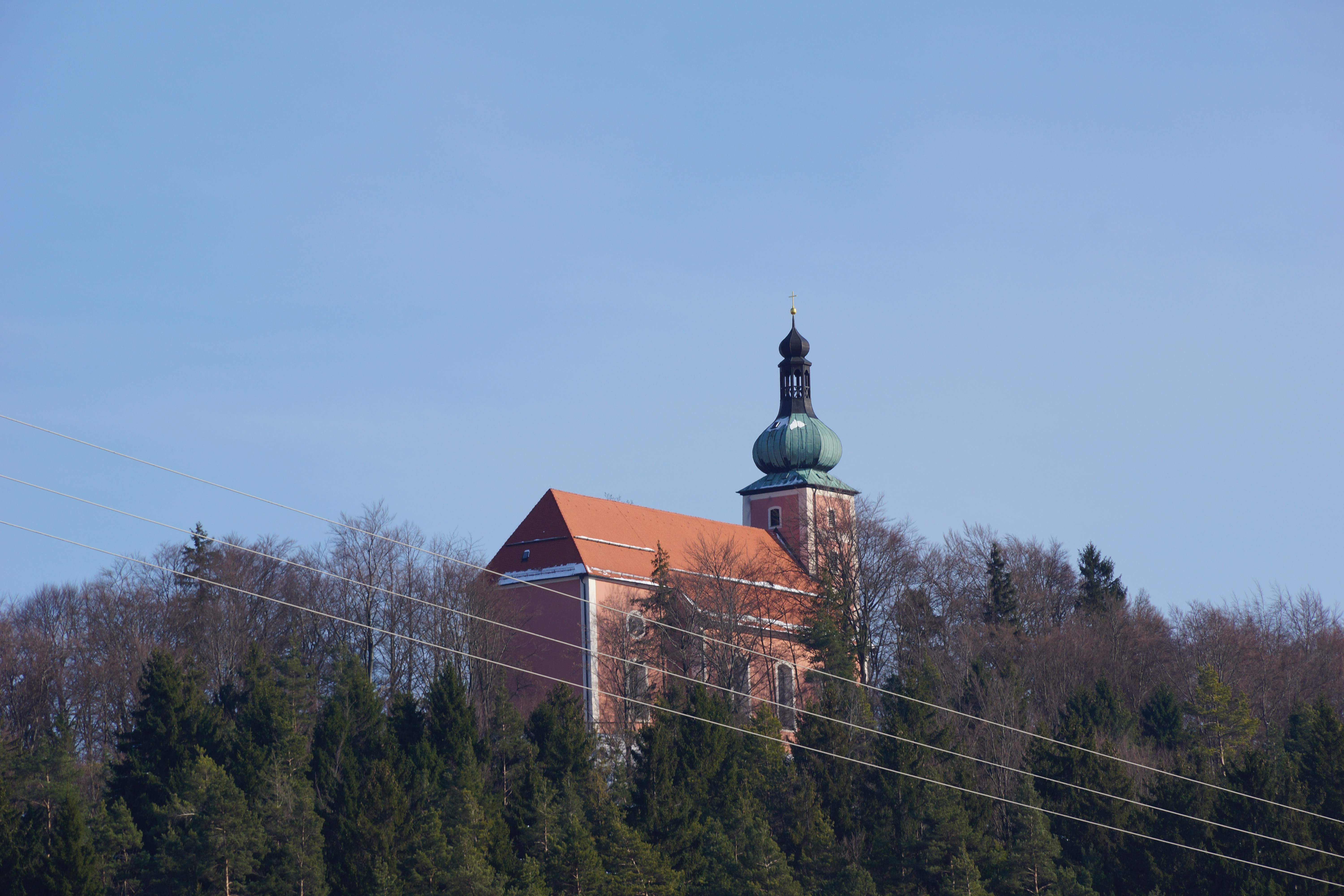
Maria Heil der Kranken (Habsberg)

Die römisch-katholische, denkmalgeschützte Gnadenkirche Maria Heil der Kranken steht in Habsberg, einem Ortsteil der Stadt Velburg im Landkreis Neumarkt in der Oberpfalz. Sie gehört zum Dekanat Habsberg des Bistums Eichstätt. Das Bauwerk ist unter der Denkmalnummer D-3-73-167-60 als Baudenkmal in die Bayerische Denkmalliste eingetragen.

## Beschreibung

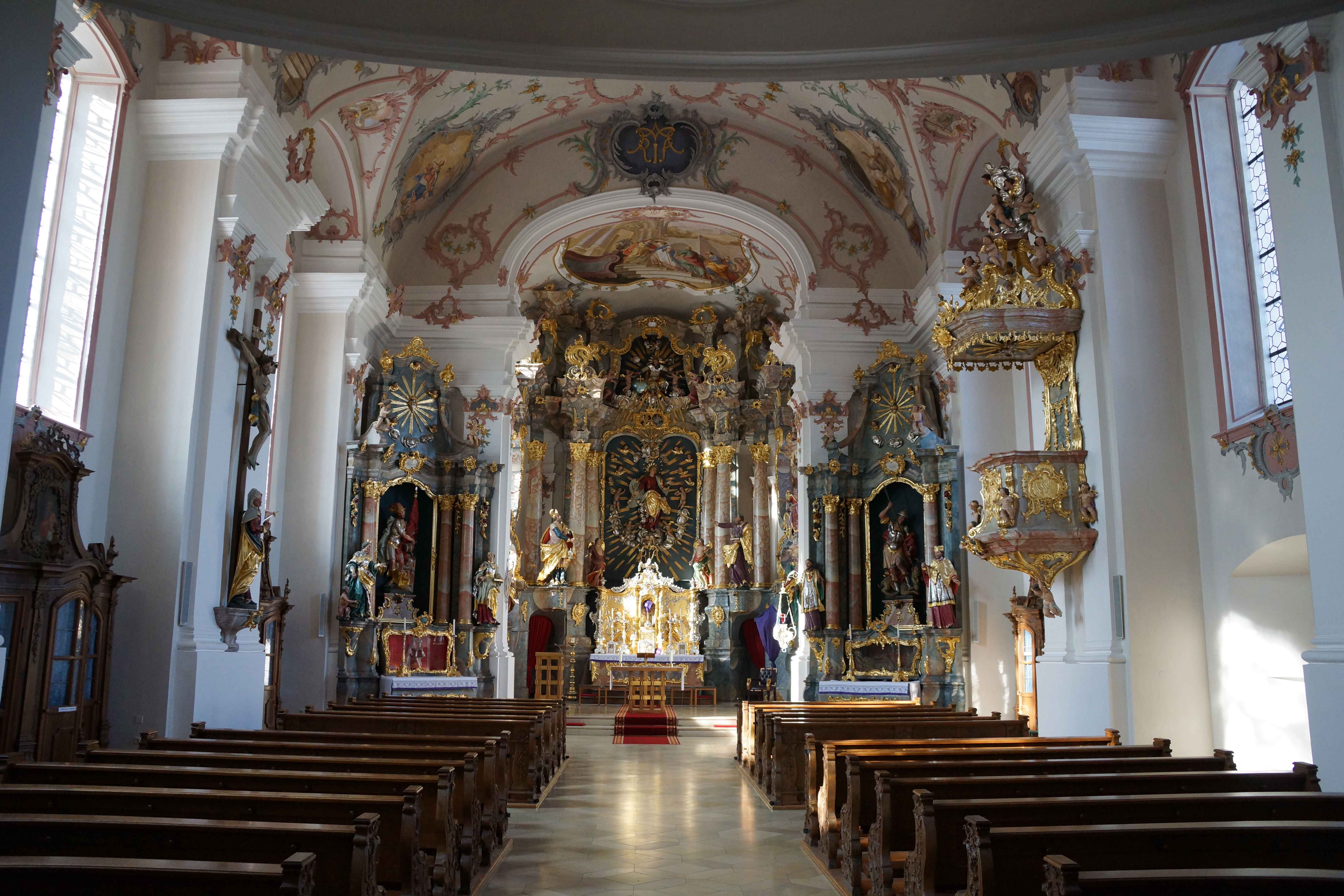
Blick zum Altar

Die Saalkirche wurde 1760–69 erbaut. Sie besteht aus einem Langhaus, einem eingezogenen, dreiseitig geschlossenen Chor im Norden, der von der 1680 gebauten oktogonalen Kapelle übernommen wurde, an der nach Osten die Sakristei angebaut wurde, und einem Fassadenturm im Süden.
Der Innenraum des Chors ist mit einem Tonnengewölbe überspannt, der des Langhauses mit einer Flachdecke. Die Deckenmalerei, die aus Fresken besteht, wurde erst 1948 hinzugefügt. Zur Kirchenausstattung gehört ein Hochaltar, auf dessen Altarretabel zwischen Säulen ein Gnadenbild mit einer Mondsichelmadonna dargestellt ist.

## Orgel

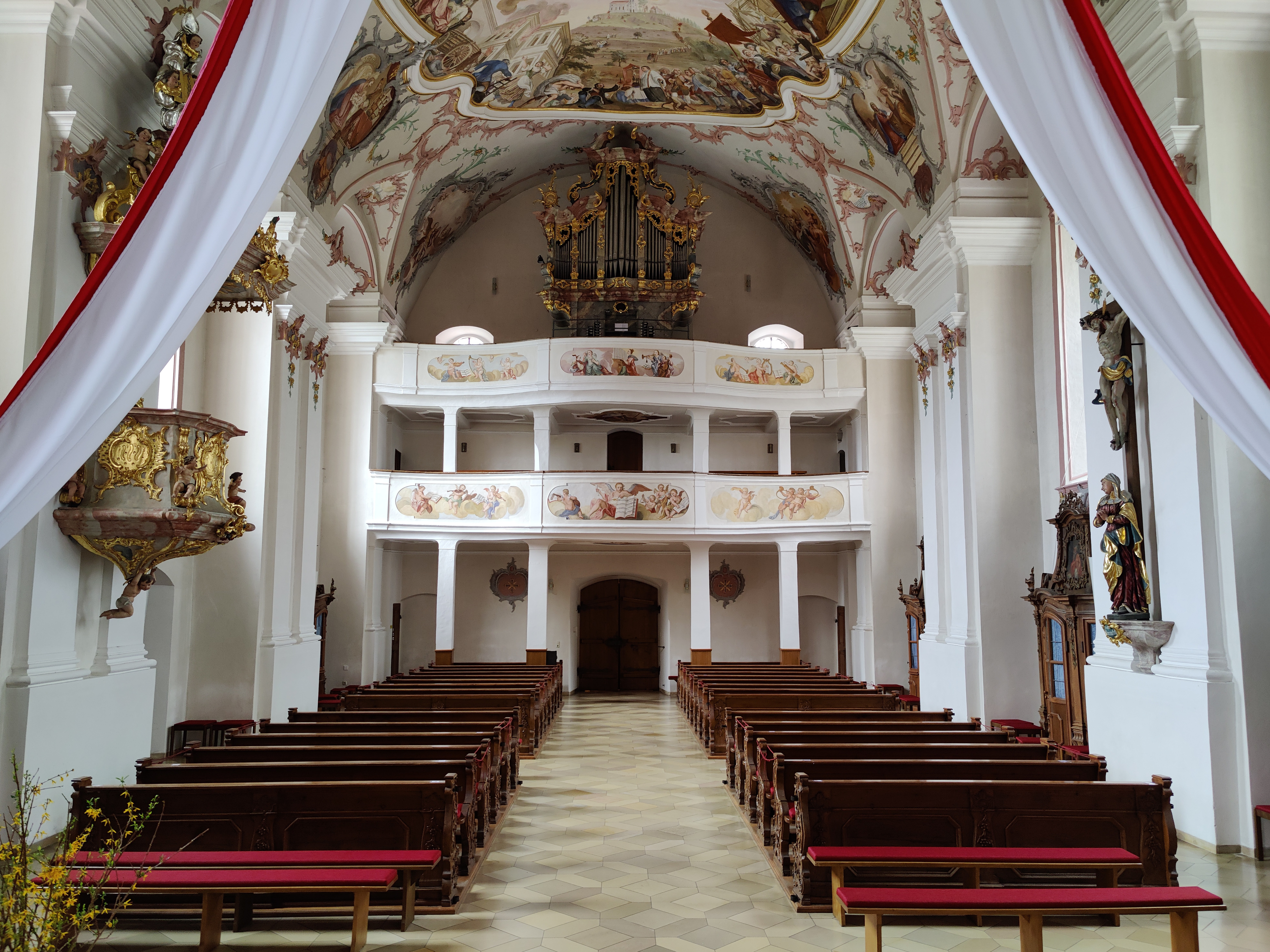
Innenraum, Blick zur Orgel (2021)

Die Orgel auf der oberen von zwei Emporen im hinteren Teil der Kirche wurde 1767 von Johann Konrad Funtsch aus Amberg gebaut, sie ist eines seiner größten Werke, insgesamt sechs davon sind noch erhalten. Das Instrument hat 16 Register auf zwei Manualen und Pedal. Alle Holzregister sind überkommen, die Metallregister bis auf Mixtur minor, Gamba und Salicional. Das Principal 8′ wurde im Ersten Weltkrieg nicht eingeschmolzen. Der Umfang der Manualwerke und des Pedals sowie die Spieltraktur sind fast unverändert erhalten. Eine grundlegende Restaurierung führte 1972 die Firma Klais Orgelbau durch. 2004 nahm Orgelbau Kuhn eine Revision vor. Die heutige Disposition lautet:
| II Hauptwerk CDEFGA–c3 |                    |        |        |
| 1.                     | Principal          | 8′     |        |
| 2.                     | Amorosa            | 8′     |        |
| 3.                     | Gamba              | 8′     | (1972) |
| 4.                     | Octave             | 4′     |        |
| 5.                     | Gemshorn           | 4′     |        |
| 6.                     | Quint              | 3′     |        |
| 7.                     | Octave             | 2′     |        |
| 8.                     | Terz               | 1 3⁄5′ |        |
| 9.                     | Mixtur major 4f.   | 2′     |        |
| 10.                    | Mixtur minor 4-3f. | 1′     |        |

| I Hinterwerk CDEFGA–c3 |            |    |        |
| 11.                    | Coppel     | 8′ |        |
| 12.                    | Salicional | 8′ | (1972) |
| 13.                    | Flöte      | 4′ |        |
| 14.                    | Flageolet  | 2′ |        |

| Pedal CDEFGA–a0 |           |     |                   |
| 15.             | Subbass   | 16′ | (offene Bauweise) |
| 16.             | Octavbass | 8′  |                   |

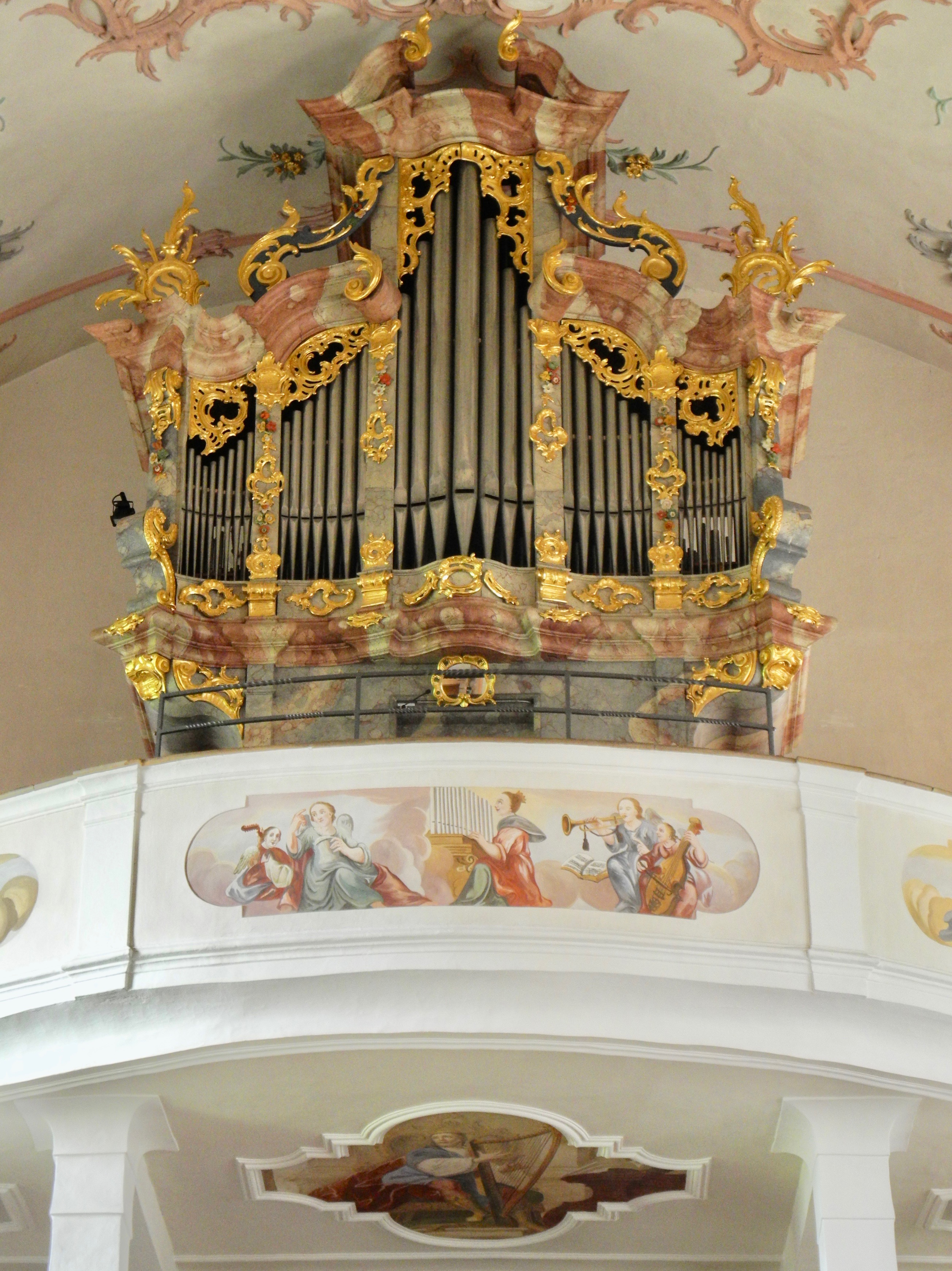
Die Funtsch-Orgel

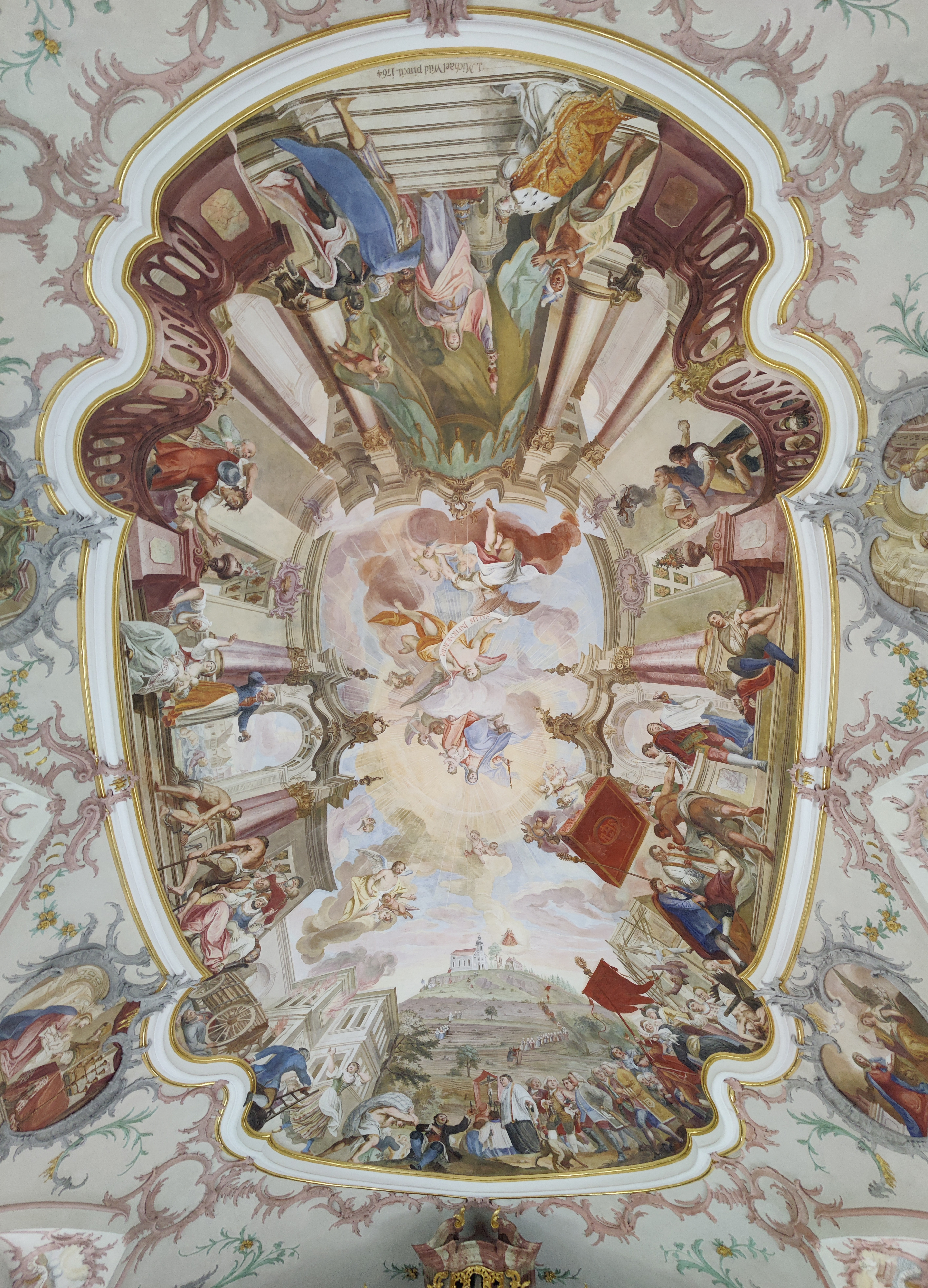
Deckenfresko

- Koppeln: Congressio organum (I/II), Tutti-Zug (II/P)
- Winddruck: 75 mmWS.

Über der Orgelempore am unteren Rand des von J.M. Wild geschaffenen Deckenfreskos findet sich – im Vergleich mit dem gegenwärtigen und vollkommenen Waldbewuchs des Kirchberges – eine dramatische Darstellung der „Totalentwaldung des nach Nordwest, Westen und Süden exponierten Habsbergs“ in der zweiten Hälfte des 18. Jahrhunderts.

## Glocken
Im Turm der Wallfahrtskirche befindet sich ein vierstimmiges Glockengeläut, das 1997 von der Glockengießerei Rudolf Perner in Passau gegossen wurde und aus folgenden Glocken besteht:
| Glocke | Name                       | Gewicht | Schlagton |
| ------ | -------------------------- | ------- | --------- |
| 1      | Marienglocke               | 940 kg  | fis′      |
| 2      | Elisabethglocke            | 560 kg  | a′        |
| 3      | Zachariasglocke            | 420 kg  | h′        |
| 4      | Johannes-der-Täufer-Glocke | 310 kg  | cis″      |